# Quinta de Tilcoco
Quinta de Tilcoco est une ville et une commune du Chili faisant partie de la province de Cachapoal, elle-même rattachée à la Région O'Higgins. En 2012, sa population s'élevait à 13 508 habitants. La superficie de la commune est de 93 km2 (densité de 145 hab./km2). La commune est créée en 1891.
Quinta de Tilcoco se trouve dans la Vallée centrale du Chili à environ 160 kilomètres au sud de la capitale Santiago et à une quinzaine de kilomètres au sud de Rancagua capitale de la province de Cachapoal.

Position de Quinta de Tilcoco (en rouge) au sein de la Province de Cachapoal.